# Who is Cletis Tout?
Who is Cletis Tout? är en amerikansk-kanadensisk långfilm från 2001 i regi av Chris Ver Wiel, med Christian Slater, Tim Allen, Portia de Rossi och Richard Dreyfuss i huvudrollerna.

## Handling
Trevol Allen Finch har hamnat i en knipa. Critical Jim och hans liga tror att han är Cletis Tout, som utförde en diamantkupp för 20 år sedan. Jim vill ha sin andel, och får han den inte så kommer Finch att gå en plågsam död till mötes. Så Finch gör allt han kan för att hitta den verklige Cletis Tout för att ställa allt till rätta. Istället hittar han Touts dotter. Finch använder henne för att försöka hitta diamanterna.

## Om filmen
Sarah Michelle Gellar erbjöds en roll i filmen, men hon avböjde. 

## Rollista
| Christian Slater   | – Trevor Allen Finch |
| Tim Allen          | – Critical Jim       |
| Portia de Rossi    | – Tess Tobias        |
| Richard Dreyfuss   | – Micah Tobias       |
| Billy Connolly     | – Dr. Mike Savian    |
| Peter MacNeill     | – Detective Tripp    |
| Bill MacDonald     | – Detective Delaney  |
| Richard Chevolleau | – Detective Horst    |
| Elias Zarou        | – Detective Rafferty |
| RuPaul             | – Ginger Markum      |
| Joseph Scoren      | – Rowdy Virago       |
| Eugene Lipinski    | – Falco              |
| Shawn Doyle        | – Crow Gollotti      |
| Louis Di Bianco    | – Nimble             |
| Tony Nappo         | – Fife               |

## DVD
I Sverige gavs filmen ut på DVD 2002.